# Ortoq ibn Aksab
Ortoq ibn Aksab († 1091) était un officier turc au service des Seldjoukides et fondateur de la famille des Ortoqides. Il était gouverneur de Jérusalem et de la Palestine.

## Biographie
Devenu lieutenant de Tutuş, frère du grand seldjoukide Malik Shah Ier, il l’accompagne à Damas lorsque Malik Shah confie à son frère la Palestine et le sud de la Syrie. La Palestine et Jérusalem étaient alors gouvernés par Atsiz ibn Abaq, un autre officier seldjoukide, mais qui se brouille rapidement avec Tutuş qui le fait éliminer. Ortoq est alors nommé gouverneur de Jérusalem. En 1086, Tutuş dispute la région d’Alep à son cousin Süleyman Ier Shah, sultan de Roum. La bataille se déroule aux environs d’Alep, Süleyman est tué et Tutuş s’empare d’Alep et se proclame sultan de Syrie. Seule la ville d’Antioche lui échappe pour être confiée à Yâghî Siyân par Malik Shah.
Ortoq meurt en 1091, laissant plusieurs enfants :
- Soqman († 1104), gouverneur de Jérusalem de 1091 à 1098,
- Il Ghazi († 1123), atabeg d’Alep de 1117 à 1123,
- Bahram, père de Balak ibn Bahram ibn Ortok, atabeg d’Alep de 1124 à 1125,
- Abd el-Jebhar, père de Badr al-Dawla Sulaîmân, atabeg d’Alep de 1123 à 1124.